# Entodon subcuspidatus
Entodon subcuspidatus là một loài Rêu trong họ Entodontaceae. Loài này được (Müll. Hal.) E.B. Bartram mô tả khoa học đầu tiên năm 1933.